# Sallynoggin
Sallynoggin är en ort i republiken Irland.   Den ligger i provinsen Leinster, i den östra delen av landet, 9 km sydost om huvudstaden Dublin. Sallynoggin ligger 42 meter över havet och antalet invånare är 6 916.
Terrängen runt Sallynoggin är varierad. Havet är nära Sallynoggin åt nordost. Närmaste större samhälle är Dublin, 9,4 km nordväst om Sallynoggin. 